# Хоринск
Хо́ринск (бур. Хори) — село, административный центр Хоринского района Республики Бурятия и сельского поселения «Хоринское».

## География
Расположено на реке Уда, при впадении в неё реки Зэргэлэй, в 165 км к востоку от Улан-Удэ, на региональной автодороге Р436 Улан-Удэ — Романовка — Чита. До ближайшей железнодорожной станции Заиграево — 130 км.

## История
Образовано слиянием двух селений: Думы и Базара. Дума являлась центром Хоринской степной думы, официальной резиденцией тайши. В Базаре проживали ясачные крестьяне и проходили торговые ярмарки. После упразднения степной думы селение стали называть селом Никольским. В 1917 году Никольское было переименовано в Додо-Анинское.
После образования в 1923 году Хоринского аймака 4 февраля 1926 года в Додо-Анинское из села Кульска был перенесён административный центр аймака и село получило название Хоринск. В это время село занимало площадь в 352,5 га. Дворов насчитывалось — 261, семей — 291, население — 850 чел., из них русских — 527 (62 %), бурят — 289 (33,9 %), др. национальностей — 3,9 %.
С 1 ноября 1928 года началось автомобильное сообщение с Верхнеудинском (Улан-Удэ).
Весной 1941 года был построен мост через Уду и в этом же году началось автобусное сообщение с Улан-Удэ.
22 марта 1973 года селу Хоринск присвоен статус рабочего посёлка.
15 ноября 1990 года рабочий посёлок Хоринск преобразован в сельский населённый пункт.

## Население
| 1959 | 1970  | 1979  | 1989  | 2002  | 2010  | 2021  |
| ---- | ----- | ----- | ----- | ----- | ----- | ----- |
| 3450 | ↗6510 | ↗7255 | ↗8661 | ↘8080 | ↗8138 | ↗8650 |

## Образование и культура
В селе две средние общеобразовательные школы, детско-юношеский центр, детская школа искусств, 4 детских сада, районная вечерняя школа с семью УПК и Хоринский филиал Бурятского республиканского индустриального техникума (БРИТ).
Центральная библиотека является одной из старейших библиотек Республики Бурятия. Её история богата своими традициями. В 1918 году по инициативе молодого учителя С. А. Носырева создана изба-читальня в селе Додо-Анинское. В 1968 году на базе Хоринской аймачной библиотеки образован сектор обслуживания специалистов сельского хозяйства. В числе первых (в 1973 году) в республике библиотеки района стали объединяться в Централизованную библиотечную систему. В 2005 году библиотеке присвоено имя народного поэта Бурятии Д. З. Жалсараева. Хоринская стала местом многих выставок тематических экспонатов, картин и произведений прикладного искусства. Сейчас это вторая по величине фонда сельская библиотека в Восточной Сибири.

## Достопримечательности

### Никольская церков
Никольская церковь — православный храм Северобайкальской епархии Бурятской митрополии РПЦ.

## Известные люди
- Нимаева, Лидия Чимитовна — российский бурятский политик, депутат Верховного Совета Бурятской АССР (1990—1994), депутат Совета Федерации Федерального Собрания Российской Федерации первого созыва от Республики Бурятия (1994—1996)[13].

## Радио
- 106,5 Радио России

## СМИ
- Хоринская районная газета Удинская новь.